# 拉森蒂乌德西奥
拉森蒂乌德西奥，是西班牙加泰罗尼亚莱里达省的一个市镇。 总面积30平方公里，总人口469人（001年），人口密度16人/平方公里。